# Asociația de Fotbal a Irlandei
Asociația de Fotbal a Irlandei (FAI; irlandeză Cumann Peile na hÉireann) este forul principal de fotbal din Irlanda. A fost fondată in 1921.